# Вибій (річка)
Вибій (біл. Выбой, Круцяжы) — річка у Зарічненському районі Рівненської області України та Пінському районі Берестейської області Білорусі. Права притока Прип'яті (басейн Дніпра).

## Опис
Бере початок від озера Сосно, протікає територією Неньковицької сільської ради. Впадає в Прип'ять за 2,75 км на південь від села Хойно на території Білорусі. Русло каналізоване. Протікає через озера Липенське і Сосно у Зарічненському районі.
Має притоку Крутежи, яка починається в урочищі Брочава за 3,75 км на південний захід від села Комори на території України.
Довжина 10,0 км, в межах Зарічненського району — 3,0 км, площа водозбору — 55 км².
Має 5 приток (струмків).